# Chibchea ika
Chibchea ika är en spindelart som beskrevs av Huber 2000. Chibchea ika ingår i släktet Chibchea och familjen dallerspindlar.
Artens utbredningsområde är Colombia. Inga underarter finns listade i Catalogue of Life.